# Prodigy Internet (Telmex)
Prodigy Internet de Telmex (o anteriormente conocido como “Internet Directo Personal de Telmex”) fue un ISP, el cual ofrecía sus servicios de Internet mediante la conexión por acceso telefónico o Dial up con una velocidad máxima de hasta 56kbps.

## Números de Acceso
(55) 53289928: Para la ciudad de México y área metropolitana (actualmente ha dejado de funcionar)
(744) 4690222: Para algunas zonas del Estado de Guerrero (como Acapulco, Dos Arroyos y Xaltianguis) (actualmente ha dejado de funcionar)
(461) 6186700: Para algunas zonas de Guanajuato (como Celaya) (actualmente ha dejado de funcionar)
(81) 83807328: Para la ciudad de Monterrey (actualmente ha dejado de funcionar)

## Actualidad (2019-)
Actualmente han dejado de funcionar varios números (esto incluye al 53289928),los cuales se desactivaron, ya sea que no se pueda validar las credenciales del usuario o el número este ocupado o fuera de servicio. A pesar de la antigüedad del servicio, este seguía estable después de más de 23 años de funcionamiento.
- Datos: Q97352072